# Sportkardiologie
Die Sportkardiologie ist mit den Wirkungen körperlicher Aktivität auf das kardiovaskuläre System in den verschiedenen Alters- und Leistungsbereichen  befasst. Das beinhaltet sowohl Inhalte und Kenntnisse der Kardiologie wie der Leistungsphysiologie bzw. der Sportpraxis. Die Sportkardiologie hat damit enge Beziehungen sowohl zur Kardiologie wie zur Sportmedizin, was sich in bestehenden Arbeitsgruppen in den entsprechenden Fachgesellschaften ausdrückt.
Die Untersuchung der positiven Wirkungen körperlicher Aktivität auf das Herz-Kreislauf-System, die praktische Anwendung im Herzsport, die sachgerechte Deutung sportinduzierter Veränderungen und die aktuell gewordene Problematik des plötzlichen Herztods beim Sport sind zentrale Fragestellungen der Sportkardiologie.

## Entwicklung
Nachdem traditionell Herzvergrößerungen stets als krankhaft angesehen worden waren, wies Henschen bereits 1899 an finnischen Skilangläufern nach, dass deren vergrößerte Herzen auf den Ausdauersport zurückzuführen waren und keine krankhafte Bedeutung hatten.
Begriff und Ursachen des Sportherzens blieben in der Kardiologie lange umstritten. Noch 1959 wurde in einem Lehrbuch der Herzkrankheiten. das „so genannte Sportherz“ als Krankheitsfolge bezeichnet. Demgegenüber wies Reindell kurz darauf das durch Sport vergrößerte Herz als physiologischen Anpassungsvorgang aus. Als klinischer Kardiologe und Sportmediziner machte Reindell sportkardiologische Fragestellungen zu einem seiner Forschungsschwerpunkte.
Heute ist das Sportherz als ausdauerinduzierte Anpassungserscheinung ohne Krankheitswert allgemein anerkannt.

## Institutionen
In der Deutschen Gesellschaft für Kardiologie - Herz- und Kreislaufforschung (DKG) wurde 1985 die Arbeitsgruppe (AG) Sportmedizin gegründet, die sich mit kardiologischen Problemen im sportmedizinischen Bereich befasste. Es folgten 1995 die Arbeitsgruppe der DKG „Körperliche Belastbarkeit bei nichtkoronaren Herzerkrankungen“ und 2005 die AG „Sportkardiologie“.
International existiert in der Europäischen Gesellschaft für Kardiologie (ESC) die „Study Group of Sports Cardiology“.

## Arbeits- und Forschungsinhalte
Zentrales Anliegen ist die sachgerechte Klassifizierung festgestellter Veränderungen und Auffälligkeiten am Herz-Kreislauf-System infolge körperlicher Beanspruchung. Dabei geht es einmal darum, bestimmte funktionelle und morphologische Anpassungen nicht als krankheitswertig einzuordnen, andererseits aber auch darum, pathologische Befunde nicht als physiologische Belastungsfolge zu interpretieren. Dabei hat die Sportmedizin für die jeweilige Fragestellung das adäquate Studiendesign zu stellen, während von kardiologischer Seite mit den gegebenen apparativen und labortechnischen Möglichkeiten Art und Bedeutung der festgestellten Veränderungen zu objektivieren und einzuordnen sind.
International positioniert sich die Sportkardiologie vor allem mit Konsensus-Empfehlungen wie beispielsweise die Empfehlungen zur Wettkampftauglichkeit bei kardiovaskulären Anomalien und Erkrankungen.